# Dictyospermum
Dictyospermum là một chi thực vật có hoa trong họ Commelinaceae.